# Championnat de Bahia de football
Le Championnat de Bahia (en portugais : Campeonato Baiano) est une compétition brésilienne de football se déroulant dans l'État de Bahia et organisée par la fédération de Bahia de football. C'est le deuxième plus ancien championnat d'État brésilien, il fut créé en 1905. Depuis cette date le championnat s'est joué sans aucune interruption.

## Organisation
Les équipes sont divisées en deux groupes de six.
- Première phase :
  - Les équipes de chaque groupe s'affrontent en matchs aller-retour.
  - Série éliminatoire aller-retour entre les quatre premiers clubs de chaque groupe.

- Deuxième phase :
  - Les équipes de chaque groupe s'affrontent en matchs aller-retour.
  - Série éliminatoire aller-retour entre les quatre premiers clubs de chaque groupe.

- Troisième phase (si nécessaire) :
  - Série éliminatoire aller-retour entre les vainqueurs des première et deuxième phases.

Si un club remporte les deux premières phases, il est sacré champion. Sinon, la troisième phase détermine le champion. Les clubs ayant fini à la dernière place des première et deuxième phases s'affrontent en série éliminatoire aller retour ; le perdant est relégué à l'échelon inférieur. Comme pour les autres championnats d'État brésilien, les règles sont susceptibles d'être modifiées à chaque début de saison.